# 林書陽
林書陽（1989年9月19日—），中華民國（台灣）台中市出生，台灣棋院職業九段圍棋棋士。

## 生平
- 1999年　全國圍棋學生名人賽第五名
- 2001年　全國圍棋學生名人賽第二名，全國業餘十傑賽第四名
- 2002年　台灣棋院職業棋士選拔賽院生組第一名，成為台灣棋院職業棋士，次年入段
- 2003年　入段
- 2004年　晉升二段
  - CMC盃電視快棋賽亞軍（本次賽事係從2003年舉行至2004年）
- 2005年　晉升三段
- 2006年　晉升四段
  - 東鋼盃職業圍棋賽亞軍（三番棋以0:2敗給周俊勳九段）
- 2008年　晉升五段
  - 棋王戰三連勝晉級循環圈，循環圈加賽後獲得第三名
  - 張栩盃U20賽亞軍（三番棋以1:2敗給蕭正浩六段）
- 2009年　晉升六段
  - 愛心盃職業圍棋賽晉級決賽，三番棋以2:0勝張哲豪三段，贏得職業生涯第一座冠軍(本次賽事係從2008年舉行至2009年)
  - 中環盃圍棋公開賽冠軍戰，勝陳詩淵八段，贏得職業生涯第二座冠軍
  - 碁聖戰冠軍戰，三番棋以2:1戰勝蕭正浩六段，本年度連拿三座冠軍
- 2010年
  - 張栩盃G13晉級決賽，三番棋以2:1勝陳詩淵八段，贏得優勝
  - 中日精英賽初賽以4連勝晉級，取得本賽資格
  - 國手戰 (台灣圍棋)取得挑戰者資格，五番棋以2:3敗給林至涵九段，獲得亞軍
- 2011年　晉升七段
- 2012年
  - 中環盃圍棋公開賽，戰勝陳詩淵九段，贏得職業生涯第四座冠軍
- 2014年　晉升八段
- 2017年
  - LG盃預選賽戰勝2013年應氏盃世界冠軍范廷鈺九段
  - 與夏大銘、蕭正浩合著《Master的一手》，鳴祝出版
- 2019年　晉升九段，成為台灣第六位職業九段圍棋棋士
- 2023年  
  - 獲得第九屆「國手山脈國際圍棋大會」世界圍棋賽台灣代表權，敗給韓國金志錫九段，止步十六強。(台灣棋院網站2023.7.26，https://taiwangorg.blogspot.com/2023/07/724729-16.html （页面存档备份，存于）)

## 升段紀錄
- 2003年1月 1日 初入段
- 2004年2月29日 晉升職業二段
- 2005年4月 3日 晉升職業三段
- 2006年9月12日 晉升職業四段
- 2008年5月25日 晉升職業五段
- 2009年9月27日 晉升職業六段
- 2011年7月29日 晉升職業七段
- 2014年10月5日 晉升職業八段
- 2019年9月15日 晉升職業九段